# کوبیشنیتسا
کوبیشنیتسا (به صربی: Kobišnica) یک منطقهٔ مسکونی در صربستان است که در نگوتین واقع شده‌است. کوبیشنیتسا ۱٬۳۵۵٬۰۰۰ نفر جمعیت دارد.